# Języki kipczackie

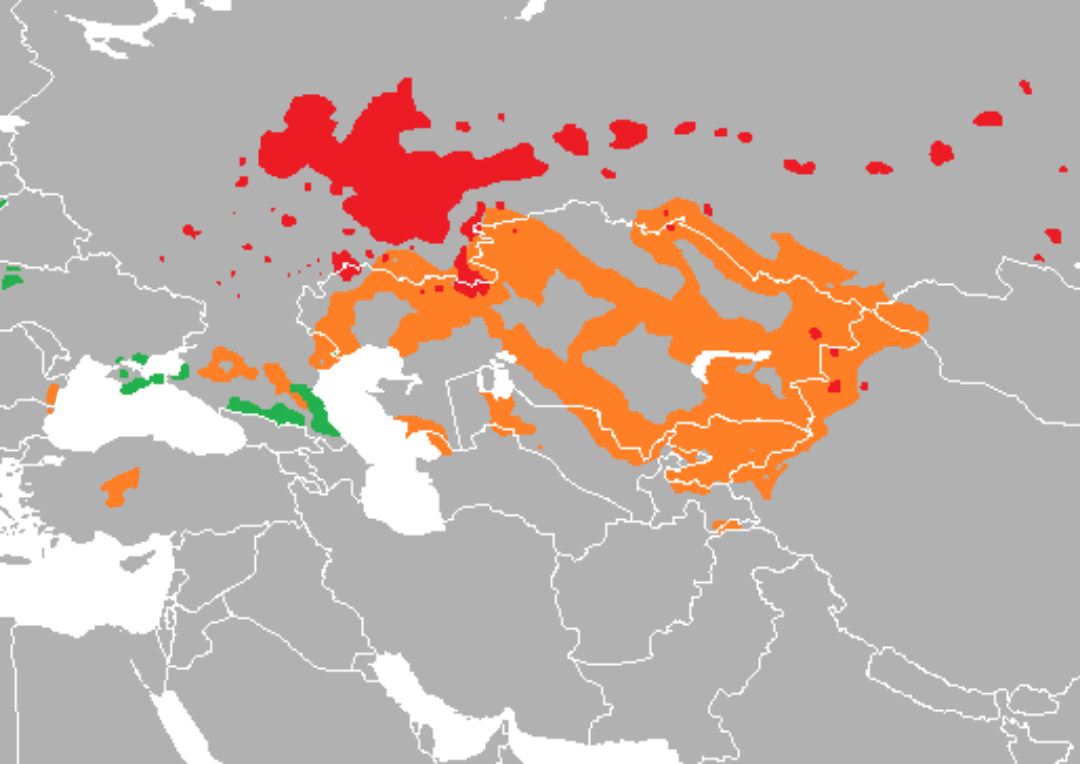
Zasięg geograficzny języków kipczackich.
kipczacko-bułgarskie
kipczacko-połowieckie
kipczacko-nogajskie

Języki kipczackie – grupa językowa w obrębie rodziny języków tureckich, obejmująca szereg języków używanych w Środkowej i Zachodniej Azji oraz Europie Wschodniej.
Języki z tej grupy wykazują wspólne cechy charakterystyczne, odróżniające je od innych języków tureckich:
- Zmiana pierwotnego „d” na /j/ (np. *hadaq > ajaq „stopa”)
- Utrata nagłosowego „h”.

## Klasyfikacja
Języki kipczackie dzielą się na trzy podgrupy:
- Języki kipczacko-bułgarskie, m.in.:
  - język tatarski
  - język baszkirski
- Języki kipczacko-nogajskie, m.in.:
  - język nogajski
  - język kazachski
  - język kirgiski
  - język karakałpacki
- Języki kipczacko-połowieckie, m.in.:
  - język kumański (wymarły)
  - język karaimski
  - język krymskotatarski